# 六度分隔理论
六度分隔理論認為世界上任何互不相識的兩人，只需要很少的中間人就能夠建立起聯繫。哈佛大學心理學教授斯坦利·米尔格拉姆於1967年根據這個概念做過一次連鎖信實驗，嘗試證明平均只需要6步就可以聯繫任何兩個互不相識的人。
这种现象，并不是说任何人与人之间的联系都必须要經過6步才会達到，而是表达了这样一个重要的概念：在任何两位素不相识的人之间，通过一定的联系方式，总能够产生必然联系或关系。显然，随着联系方式和联系能力的不同，实现个人期望的机遇将产生明显的区别。
这种现象有其数学解释：若每个人平均认识260人，其六度就是260的6次方=308,915,776,000,000（约300万亿）。消除一些节点重复，那也几乎覆盖了整个地球人口若干多倍。
但是，超過40年來，此理论仍然有所爭議。虽然最初的论文发表后至今，很少有這方面的研究，但该理论仍然得到广泛应用，特別是在保險及直銷業的從業員。

## 米爾格倫連鎖信實驗

### 經過
米爾格倫的小世界實驗研究本來在無特定的市民大眾進行，而不是在專業的、需要高度合作的數學界及演藝界進行（參見下）。然而仍遭受不少抨擊。於首次連鎖信實驗（紀錄於未註明日期論文"Results of Communication Project"），米爾格倫寄出60封信給堪薩斯州威奇塔市自願參加者，請他們轉交到麻萨诸塞州剑桥市某指定地點的股票经纪人。
参加者只能把信交给他认为有可能把信送到目的地的熟人，可以亲自送或者通过他的朋友。虽然有50个人參与了实验，但组中只有3封信送到了目的地。米爾格倫在他1967年的那篇著名论文中提到在最初的實驗中，其中的一封信在不到4日的时间内，就被传达到了目的地，但是他却忽略了一个重要事实，那就是实际上只有不到5%的信件最终被送达了。在隨後兩次連鎖信實驗，因完成連鎖的比例太低，實驗結果未被發表。但是幸运的是，研究者发现很多微妙的因素會對連鎖信實驗的結果產生極大的影響。研究者尝试在不同种族和不同收入人群中来重复实验，他们发现巨大的差异。事实上，在米爾格倫合著的一篇论文中揭示如果信件的最终接受者为黑人，实验的送达率为13%，而如果是白人，则送达率上升为33%，尽管实验者开始的时候并不知道接受者的种族。

### 發現

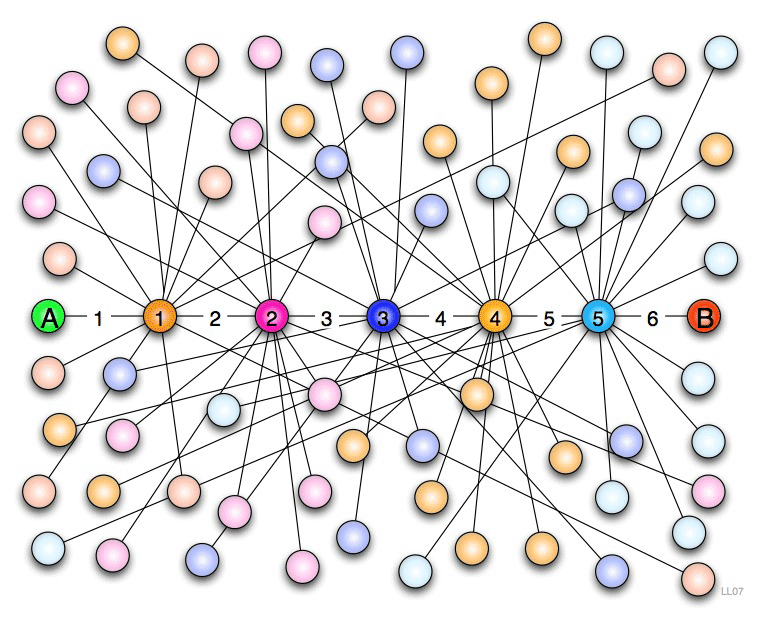
六度分隔理論

雖然飽受議論，但米爾格倫帶來了不少新奇的發現。經過多次改良實驗，米爾格倫發現信件或包裹在人们心目中的價值是影響人們決定繼續傳遞它的重要因素。他成功將送达率提升至35%，后来更上升为97%。抛开对“地球是很小的”这样论断的怀疑不说，人们对“某个特定世界是很小”的论断是没有丝毫怀疑的（例如：从某个学院到密西根大学到蒙特利尔犹太人社区。平均来看，为实现一次送达，需要6个中间人从而得出了六度分隔理論的说法（Six Degrees of Separation），他可能源于六个自由度的说法（Six Degrees of Freedom）。不仅如此，米爾格倫还发现了漏斗效应，他发现大部分的传递都是由那些极少数的明星人物完成的。在一个5%的飞行员实验中，他发现2/3成功的传递是由同一些“明星”来完成的。
尽管如此，这个实验仍然存在着一个具有挑战性的假设：它假设传递链条中所有的实验者都完全有能力发掘链条终端的两个人传递的有效性。

## 维基百科中的六度理论之应用

### 原理
利用维基百科每篇条目内的链接，计算从一篇条目到另一个条目所需的次数。

### 示例
以下範例都假定跳過本文，將本文包含在內搜尋的結果可能會有不同。
多數條目之間的最短距離在5以內。像例如說遼太宗到女真文的最短路径为3；極小質數到DokiDoki! 光之美少女的最短路徑為4，訴諸人身到动吻动物门的最短路径为3；新浪到中央电视台的最短路径为3，伊莉莎白一世到幾何的最短路徑為2；超次元戰記 戰機少女到黎曼－斯蒂尔杰斯积分的最短路徑為5；葉尼塞語系到小倉唯的最短路徑為4；普世文化通則到鬼滅之刃的最短路徑為4；夢乃愛華到化療腦的最短路徑為5；觀 (佛教)到Love Live!人物列表的最短路徑為5；條頓葬到選擇公理的最短路徑為5；北京2008年奧運會歌曲專輯到小行星名稱意義的最短路徑為5。。不過也有例外，像例如電位器到KOS-MOS的最短路徑為7。
同類條目之間的最短距離，未必短於不同類條目之間的最短距離，像例如多羅馬科語到古撒克遜語的最短路徑為4；但颜文字到古撒克遜語的最短路徑為3。另外和物理空間的最短距離不同的是，條目間的最短距離有方向性，也就是說，從條目甲到條目乙的距離，和從條目乙到條目甲的距離未必相等。像例如說從條頓葬到選擇公理的最短路徑為5，但從選擇公理到條頓葬的最短路徑為4。從遼太宗到埃德蒙頓龍屬的最短路徑為4，但從埃德蒙頓龍屬到遼太宗的最短路徑為3。
應當注意的是，由於維基百科經常受到編修的特性，這些數據可能會隨時間經過而有所變動。

## 微軟MSN中的六度理論之应用
微軟的研究人員 Jure Leskovec 和 Eric Horvitz過濾2006年某個單一月份的MSN簡訊，利用2.4亿使用者的300億通訊息進行比對，結果發現任何使用者只要透過平均6.6人就可以和全資料庫的1,800百億組配對產生關連。48%的使用者在6次以內可以產生關連，而高達78%的使用者在7次以內可以產生關連。

## Facebook中的研究結果
Facebook的團隊為了宣揚Facebook周年紀念的朋友日，研究了當時已註冊的15.9億使用者資料。在2016年2月4號時於網站FACEBOOK research公布標題為Three and a half degrees of separation的研究結果，發現這個神奇數字的「網絡直徑」是4.57，翻成白話文意味著每個人與其他人間隔為4.57人。如果僅考慮美國使用者的話，這個數字會降到平均3.46個人。
根據追蹤研究發現，這個「分離度」從2011年開始有持續下降的趨勢。2011年，來自美國康乃爾大學、義大利米蘭大學的學者與臉書研究團隊合作，計算了當時的7.21億使用者資料，發現這個數字是3.74。現在 Facebook 的人口成長將近2倍，這個數字卻降低了一些。Facebook研究團隊在這個整合、無法回推追蹤的大數據上，使用不同學者發明的一些統計技術與演算法，以精確預測這個距離。

## 特定群體內部
在更小的群體里，比如数学家或者演员，被认为由个人或者职业关系互相连接在一起。
数学家们创立了埃爾德什數，它用来表示论文的合作者和著名数学界泰斗的远近。一个类似的例子也被运用于演艺界，他是以演员凱文·貝肯为中心，并且后者最终导致了著名的游戏：六度空间的产生，而一個演員和凯文·贝肯間的「距離」即是所謂的贝肯数。圍棋中用秀策數来描述玩家和棋聖本因坊秀策之间的距离。

## 数学解释
依據鄧巴數，若每个人认识150人，其六度就是1506 ＝11,390,625,000,000（约11.4兆）。消除一些节点重复，那也几乎覆盖了整个地球人口數倍以上。
公式可以进一步抽象成：{\displaystyle n={\frac {log(N)}{log(W)}}}，其中n表示複杂度，N表示人的总数，W表示每个人的联系宽度。

## 同名电影
六度分隔理论提出后，引起世人极大关注，同时激发了人们的无限想象力。1990年，戏剧《六度分隔》上演。1993年，基于这部戏剧的同名电影《六度分隔》上映。
影片主角的台词包括“我们之间，只需要6个人相连”，“不管是美国总统还是威尼斯的船夫，只要找到正确的6个人，我们就能联系起来”，“我们之间联系如此紧密，这让我感到十分安慰”等等。

## 相關作品
- 布坎南，《連結》，天下文化
- 鄧肯·華茲，《六個人的小世界》，大塊文化
- Thomas Blass，《電醒世界的人》，遠流文化
- 哆啦A夢 (動畫)水田版第172集第298單元〈六度分隔帽〉（港）/〈成為朋友的髮髻〉（台），劇情講述大雄藉助法寶「六度分隔帽」（港）/「七個熟識的人」（台）透過靜香→靜香叔叔小林→小林的老闆田中→咬過田中的狗約瑟芬→約瑟芬認識的狗塔羅吉→主人伊藤翼的製作人，與伊藤翼成為朋友，其後眾人想用它來尋找虛構的荷里活巨星「阿瑟馬健池」（港）/「阿薩麥肯吉」（台），但因兩者日文發音雷同，結果找到的是他的同班同學「亞室馬健持」（港）/「朝間憲次」（台）。
- 2021年TVB節目《尋人記》第一集。該集講述方東昇透過他同事、早年居住觀塘坪石邨的區國強的妹妹的幫助，成功尋回1986年「新聞透視」訪問過的小女孩馬倩儀，可能是香港電視史上首次運用該理論成功「尋人」的一個事例。
- 《Six Degrees of Separation》，手創樂團專輯《寂靜發聲》中的一首歌曲。
- 《六度相隔理論》， 2024年香港女子組合Lolly Talk歌曲。
- 《Six Degrees》，派偉俊 & 周杰倫合作歌曲。

## 外部連結
- Six Degrees（页面存档备份，存于） – The new version of the Facebook application originally built by Karl Bunyan.
- Facebook revised policy on caching data （页面存档备份，存于） – Facebook's revised policy removing the 24-hour limit on caching of user data.
- Facebook Developers Garage London hackathon – The June 2010 Facebook Developers Garage London hackathon at which the new version of the Six Degrees Facebook application was built.
- Find The Bacon（页面存档备份，存于） – is a site built for finding the connections between actors and the movies they have played in.
- whocanfindme – the quest （页面存档备份，存于） – Off- and online contest based on the six degrees of separation principle